# Knut Posse i Växjö
Knut Arvid Posse (i riksdagen kallad Posse i Växjö), född 18 september 1855 i Klockrike socken, Östergötlands län, död 4 april 1916 i Växjö, var en svensk greve, godsägare och riksdagsman. Knut Posse var son till Knut Knutsson Posse. Han gifte sig 1881 med Sigrid Posse, född Leijonhufvud. Tillsammans fick de nio barn.
Posse blev student vid Lunds universitet 1876 och avlade examen till rättegångsverken 1880. Samma år blev han e.o. notarie i Göta hovrätt. 1882 blev han ägare till godset Högalycke i Kronobergs län och 1902 delägare till Bergkvara gods (från 1904 ensam ägare). Vid hans död övertog tog makan över ansvaret för godset.
Som riksdagsman var Posse ledamot av första kammare 1893–1906, invald i Kronobergs läns valkrets.